# Sommer-Paralympics 2016/Teilnehmer (Italien)
| stlisierte Goldmedaille | stlisierte Silbermedaille | stlisierte Bronzemedaille |
| ----------------------- | ------------------------- | ------------------------- |
| 10                      | 14                        | 15                        |

Italien entsandte 40 Athletinnen und 60 Athleten zu den Paralympischen Sommerspielen 2016 in Rio de Janeiro, die in 14 Sportarten antraten. Fahnenträgerin für Italien bei der Eröffnungsfeier war die Leichtathletin Martina Caironi.

## Medaillen

### Medaillenspiegel
| Rang   | Sportart          | Gold | Silber | Bronze | Gesamt |
| ------ | ----------------- | ---- | ------ | ------ | ------ |
| 1      | Radsport (Straße) | 5    | 2      | 5      | 12     |
| 2      | Schwimmen         | 2    | 8      | 3      | 13     |
| 3      | Leichtathletik    | 2    | 2      | 2      | 6      |
| 4      | Rollstuhlfechten  | 1    | 0      | 1      | 2      |
| 5      | Bogenschießen     | 0    | 1      | 1      | 2      |
| 5      | Triathlon         | 0    | 1      | 1      | 2      |
| 7      | Tischtennis       | 0    | 0      | 2      | 2      |
| Gesamt | Gesamt            | 10   | 14     | 15     | 39     |

## Teilnehmer nach Sportart

### Bogenschießen
| Athleten                         | Wettbewerb    | Qualifikation | Qualifikation | 1. Runde    | 1. Runde | Achtelfinale  | Achtelfinale  | Viertelfinale          | Viertelfinale | Halbfinale    | Halbfinale    | Finale        | Finale        | Rang |
| Athleten                         | Wettbewerb    | Ringe         | Rang          | Gegner      | Ergebnis | Gegner        | Ergebnis      | Gegner                 | Ergebnis      | Gegner        | Ergebnis      | Gegner        | Ergebnis      | Rang |
| -------------------------------- | ------------- | ------------- | ------------- | ----------- | -------- | ------------- | ------------- | ---------------------- | ------------- | ------------- | ------------- | ------------- | ------------- | ---- |
| Männer                           |               |               |               |             |          |               |               |                        |               |               |               |               |               |      |
| Alberto Simonelli                | Compound Open | 678           | 7             | A. Medvedev | 137:121  | J. Forsberg   | 140:136       | M. Hall                | 143:136       | Ai X.         | 146:144       | A. Shelby     | 143:144       |      |
| Giampaolo Cancelli               | Compound Open | 670           | 11            | K. Evans    | 146:128  | M. Pavlik     | 134:140       | ausgeschieden          | ausgeschieden | ausgeschieden | ausgeschieden | ausgeschieden | ausgeschieden | 9    |
| Matteo Bonacina                  | Compound Open | 661           | 19            | Ai X.       | 135:143  | ausgeschieden | ausgeschieden | ausgeschieden          | ausgeschieden | ausgeschieden | ausgeschieden | ausgeschieden | ausgeschieden | 17   |
| Fabio Azzolini                   | W1            | 570           | 13            | —           | —        | N. Yenier     | 131:138       | ausgeschieden          | ausgeschieden | ausgeschieden | ausgeschieden | ausgeschieden | ausgeschieden | 9    |
| Roberto Airoldi                  | Recurve Open  | 624           | 6             | L. Rezende  | 0:6      | ausgeschieden | ausgeschieden | ausgeschieden          | ausgeschieden | ausgeschieden | ausgeschieden | ausgeschieden | ausgeschieden | 17   |
| Alessandro Erario                | Recurve Open  | 601           | 15            | K. Onodera  | 6:0      | H. Netsiri    | 1:7           | ausgeschieden          | ausgeschieden | ausgeschieden | ausgeschieden | ausgeschieden | ausgeschieden | 9    |
| Frauen                           |               |               |               |             |          |               |               |                        |               |               |               |               |               |      |
| Eleonora Sarti                   | Compound Open | 649           | 7             | —           | —        | Jodie Grinham | 132:133       | ausgeschieden          | ausgeschieden | ausgeschieden | ausgeschieden | ausgeschieden | ausgeschieden | 9    |
| Elisabetta Mijno                 | Recurve Open  | 601           | 10            | M. Comte    | 6:0      | B. Duboc      | 6:0           | Z. Nemati              | 4:6           | ausgeschieden | ausgeschieden | ausgeschieden | ausgeschieden | 5    |
| Veronica Floreno                 | Recurve Open  | 549           | 22            | J. Hess     | 6:4      | Lee H.-s.     | 0:6           | ausgeschieden          | ausgeschieden | ausgeschieden | ausgeschieden | ausgeschieden | ausgeschieden | 9    |
| Mixed                            |               |               |               |             |          |               |               |                        |               |               |               |               |               |      |
| Alberto Simonelli Eleonora Sarti | Compound Team | 1327          | 4             | —           | —        | —             | —             | Vereinigtes Königreich | 149:150       | ausgeschieden | ausgeschieden | ausgeschieden | ausgeschieden | 5    |
| Roberto Airoldi Elisabetta Mijno | Recurve Team  | 1225          | 4             | —           | —        | Lettland      | 6:0           | Brasilien              | 6:2           | Iran          | 0:6           | Mongolei      | 5:1           |      |

### Leichtathletik
Laufen
| Athleten                            | Wettbewerb   | Vorlauf | Vorlauf | Halbfinale    | Halbfinale    | Finale        | Finale        | Rang |
| Athleten                            | Wettbewerb   | Zeit    | Rang    | Zeit          | Rang          | Zeit          | Rang          | Rang |
| ----------------------------------- | ------------ | ------- | ------- | ------------- | ------------- | ------------- | ------------- | ---- |
| Männer                              |              |         |         |               |               |               |               |      |
| Alvise de Vidi                      | 100 m T51    | —       | —       | —             | —             | 22,73 s       | 5             | 5    |
| Emanuele di Marino                  | 200 m T44    | 24,74 s | 6       | —             | —             | ausgeschieden | ausgeschieden | 12   |
| Ruud Lorain Flovany Koutiki Tsilulu | 400 m T20    | 51,53 s | 4       | —             | —             | 51,14 s       | 7             | 7    |
| Emanuele di Marino                  | 400 m T44    | DSQ     | DSQ     | —             | —             | ausgeschieden | ausgeschieden | DSQ  |
| Alvise de Vidi                      | 100 m T51    | —       | —       | —             | —             | 1:22,38 min   | 3             |      |
| Alessandro di Lello                 | Marathon T46 | —       | —       | —             | —             | DNF           | DNF           | DNF  |
| Frauen                              |              |         |         |               |               |               |               |      |
| Arjola Dedaj Guide: Elisa Bettini   | 100 m T11    | 13,43 s | 3       | ausgeschieden | ausgeschieden | ausgeschieden | ausgeschieden | 14   |
| Oxana Corso                         | 100 m T35    | —       | —       | —             | —             | 15,67 s       | 5             | 5    |
| Martina Caironi                     | 100 m T42    | 14,80 s | 1       | —             | —             | 14,97 s       | 1             |      |
| Monica Graziana Contrafatto         | 100 m T42    | 16,20 s | 2       | —             | —             | 16,30 s       | 3             |      |
| Federica Maspero                    | 100 m T44    | 14,37 s | 5       | —             | —             | ausgeschieden | ausgeschieden | 15   |
| Giuseppina Versace                  | 100 m T44    | 14,42 s | 6       | —             | —             | ausgeschieden | ausgeschieden | 17'  |
| Arjola Dedaj Guide: Elisa Bettini   | 200 m T11    | 27,69 s | 3       | ausgeschieden | ausgeschieden | ausgeschieden | ausgeschieden | 15   |
| Oxana Corso                         | 200 m T35    | —       | —       | —             | —             | 32,68 s       | 4             | 4    |
| Federica Maspero                    | 200 m T44    | 29,04 s | 5       | —             | —             | ausgeschieden | ausgeschieden | 10   |
| Giuseppina Versace                  | 200 m T44    | 28,13 s | 3       | —             | —             | 28,90 s       | 8             | 8    |
| Federica Maspero                    | 400 m T44    | —       | —       | —             | —             | 1:03,83 s     | 4             | 4    |
| Giuseppina Versace                  | 400 m T44    | —       | —       | —             | —             | DSQ           | DSQ           | DSQ  |

Springen und Werfen
| Athleten           | Wettbewerb      | Finale  | Finale | Rang |
| Athleten           | Wettbewerb      | Weite   | Rang   | Rang |
| ------------------ | --------------- | ------- | ------ | ---- |
| Männer             |                 |         |        |      |
| Roberto La Barbera | Weitsprung T44  | 6,32 m  | 8      | 8    |
| Oney Tapia         | Diskuswurf F11  | 40,89 m | 2      |      |
| Oney Tapia         | Kugelstoßen F12 | 12,72 m | 9      | 9    |
| Frauen             |                 |         |        |      |
| Arjola Dedaj       | Weitsprung T11  | 4,51 m  | 6      | 6    |
| Assunta Legnante   | Diskuswurf F11  | 31,51 m | 4      | 4    |
| Assunta Legnante   | Kugelstoßen F12 | 15,74 m | 1      |      |

### Kanu
| Athleten              | Wettbewerb | Vorlauf      | Vorlauf | Halbfinale   | Halbfinale | Finale        | Finale        | Rang |
| Athleten              | Wettbewerb | Zeit         | Rang    | Zeit         | Rang       | Zeit          | Rang          | Rang |
| --------------------- | ---------- | ------------ | ------- | ------------ | ---------- | ------------- | ------------- | ---- |
| Männer                |            |              |         |              |            |               |               |      |
| Salvatore Ravalli     | KL1 200 m  | 1:16,278 min | 5       | 1:07,651 min | 5          | ausgeschieden | ausgeschieden | 9    |
| Federico Mancarella   | KL2 200 m  | 47,300 s     | 3       | 47,408 s     | 1          | 45,596 s      | 5             | 5    |
| Frauen                |            |              |         |              |            |               |               |      |
| Veronica Yoko Plebani | KL3 200 m  | 55,466 s     | 2       | —            | —          | 52,802 s      | 6             | 6    |

### Powerlifting (Bankdrücken)
| Athleten           | Wettbewerb | Ergebnis | Rang |
| ------------------ | ---------- | -------- | ---- |
| Männer             |            |          |      |
| Matteo Cattini     | bis 59 kg  | NVL      | NVL  |
| Frauen             |            |          |      |
| Martina Barbierato | bis 55 kg  | 92 kg    | 7    |

### Radsport

#### Straße
| Athleten                                         | Wettbewerb            | Zeit         | Rang   |
| ------------------------------------------------ | --------------------- | ------------ | ------ |
| Männer                                           |                       |              |        |
| Giancarlo Masini                                 | Einzelzeitfahren C1   | 28:47,83 min | Bronze |
| Giancarlo Masini                                 | Straßenrennen C1–2–3  | 1:55:20 h    | 19     |
| Fabio Anobile                                    | Einzelzeitfahren C3   | 41:03,19 min | 7      |
| Fabio Anobile                                    | Straßenrennen C1–2–3  | 1:49:11 h    | Bronze |
| Andrea Tarlao                                    | Einzelzeitfahren C5   | 38:14,59 min | 5      |
| Andrea Tarlao                                    | Straßenrennen C4-5    | 2:13:46 h    | Bronze |
| Pierpaolo Addesi                                 | Einzelzeitfahren C5   | 41:38,36 min | 11     |
| Pierpaolo Addesi                                 | Straßenrennen C4-5    | 2:15:41 h    | 7      |
| Emanuele Bersini Pilot: Riccardo Panizza         | Einzelzeitfahren B    | 36:35,37 min | 7      |
| Emanuele Bersini Pilot: Riccardo Panizza         | Straßenrennen B       | 2:32:06 h    | 9      |
| Luca Mazzone                                     | Einzelzeitfahren H2   | 32:07,09 min | Gold   |
| Luca Mazzone                                     | Straßenrennen H2      | 1:15:23 h    | Silber |
| Vittorio Podesta                                 | Einzelzeitfahren H3   | 28:19,45 min | Gold   |
| Vittorio Podesta                                 | Straßenrennen H3      | 1:33:17 h    | 6      |
| Paolo Cecchetto                                  | Einzelzeitfahren H3   | 34:41,41 min | 13     |
| Paolo Cecchetto                                  | Straßenrennen H3      | 1:33:17 h    | Gold   |
| Alessandro Zanardi                               | Einzelzeitfahren H5   | 28:36,81 min | Gold   |
| Alessandro Zanardi                               | Straßenrennen H5      | 1:37:49 h    | Silber |
| Giorgio Farroni                                  | Einzelzeitfahren T1-2 | 27:04,08 min | 11     |
| Giorgio Farroni                                  | Straßenrennen T1-2    | 51:52 min    | 5      |
| Frauen                                           |                       |              |        |
| Jenny Narcisi                                    | Einzelzeitfahren C4   | 32:19,73 min | 6      |
| Jenny Narcisi                                    | Straßenrennen C4-5    | 2:28:56 h    | 13     |
| Francesca Porcellato                             | Einzelzeitfahren H1-3 | 34:20,48 min | Bronze |
| Francesca Porcellato                             | Straßenrennen H1-4    | 1:15:58 h    | Bronze |
| Mixed                                            |                       |              |        |
| Luca Mazzone Vittorio Podesta Alessandro Zanardi | Mixed Staffel H2-5    | 32:34 min    | Gold   |

#### Bahn
| Athleten         | Wettbewerb                   | Qualifikation | Qualifikation | Finals        | Finals        | Rang |
| Athleten         | Wettbewerb                   | Zeit          | Rang          | Gegner        | Zeit          | Rang |
| ---------------- | ---------------------------- | ------------- | ------------- | ------------- | ------------- | ---- |
| Männer           |                              |               |               |               |               |      |
| Giancarlo Masini | 3000 m Einerverfolgung C1    | 4:14,785 min  | 7             | ausgeschieden | ausgeschieden | 7    |
| Giancarlo Masini | 1000 m Einzelzeitfahren C1-3 | —             | —             | —             | 1:22,786 min  | 25   |
| Frauen           |                              |               |               |               |               |      |
| Jenny Narcisi    | 3000 m Einerverfolgung C4    | 4:19,968 min  | 8             | ausgeschieden | ausgeschieden | 8    |
| Jenny Narcisi    | 500 m Einzelzeitfahren C4-5  | —             | —             | —             | 45,421 s      | 14   |

### Reiten
| Athleten | Wettbewerb(e)            | Punkte/Prozent | Rang |
| --- | ------------------------ | -------------- | ---- |
| Luigi Ferdinando Acerbi mit Quasimodo Disanpatrignano                                                                                         | Individual Test-Grade Ia | 67,826 %       | 15   |
| Sara Morganti mit Royal Delight | Individual Test-Grade Ia | DNS            | DNS  |
| Silvia Veratti mit Zadok | Individual Test-Grade II | 68,000 %       | 8    |
| Francesca Salvade mit Muggel 4 | Individual Test-Grade II | 67,343 %       | 10   |
| Sara Morganti mit Royal Delight Francesca Salvade mit Muggel 4 Silvia Veratti mit Zadok Luigi Ferdinando Acerbi mit Quasimodo Disanpatrignano | Mannschaft               | 411,669 %      | 11   |

### Rudern
| Athleten                                                                                   | Wettbewerb     | Vorlauf    | Vorlauf | Hoffnungslauf | Hoffnungslauf | Finale     | Finale | Rang |
| Athleten                                                                                   | Wettbewerb     | Zeit (min) | Rang    | Zeit (min)    | Rang          | Zeit (min) | Rang   | Rang |
| ------------------------------------------------------------------------------------------ | -------------- | ---------- | ------- | ------------- | ------------- | ---------- | ------ | ---- |
| Männer                                                                                     |                |            |         |               |               |            |        |      |
| Fabrizio Caselli                                                                           | Einer ASM1x    | 5:10,02    | 3       | 5:08,96       | 4             | 5:06,37    | 2 (B)  | 8    |
| Frauen                                                                                     |                |            |         |               |               |            |        |      |
| Eleonora De Paolis                                                                         | Einer ASM1x    | 5:50,99    | 5       | 5:58,64       | 4             | 5:54,13    | 3 (B)  | 9    |
| Mixed                                                                                      |                |            |         |               |               |            |        |      |
| Florinda Trombetta Tommaso Schettino Luca Lunghi Valentina Grassi Giuseppe Di Capua (Stm.) | Vierer Ltamix4 | 3:37,37    | 5       | 3:42,45       | 4             | 3:35,76    | 4 (B)  | 10   |

### Rollstuhlfechten
| Männer                                       |                    |                     |       |               |               |                     |               |               |               |    |
| Matteo Betti                                 | Degen Einzel A     | M. Hebert           | 5:4   | P. Gilliver   | 11:15         | ausgeschieden       | ausgeschieden | ausgeschieden | ausgeschieden | 5  |
| Matteo Betti                                 | Degen Einzel A     | F. Luiz Damasceno   | 5:2   | P. Gilliver   | 11:15         | ausgeschieden       | ausgeschieden | ausgeschieden | ausgeschieden | 5  |
| Matteo Betti                                 | Degen Einzel A     | Z. Al-Madhkhooriv   | 0:5   | P. Gilliver   | 11:15         | ausgeschieden       | ausgeschieden | ausgeschieden | ausgeschieden | 5  |
| Matteo Betti                                 | Degen Einzel A     | R. Noble            | 3:5   | P. Gilliver   | 11:15         | ausgeschieden       | ausgeschieden | ausgeschieden | ausgeschieden | 5  |
| Matteo Betti                                 | Degen Einzel A     | Sun Gang            | 1:5   | P. Gilliver   | 11:15         | ausgeschieden       | ausgeschieden | ausgeschieden | ausgeschieden | 5  |
| Matteo Betti                                 | Florett Einzel A   | P. Gilliver         | 4:5   | D. Pender     | 14:15         | ausgeschieden       | ausgeschieden | ausgeschieden | ausgeschieden | 5  |
| Matteo Betti                                 | Florett Einzel A   | Ye Ruyi             | 3:5   | D. Pender     | 14:15         | ausgeschieden       | ausgeschieden | ausgeschieden | ausgeschieden | 5  |
| Matteo Betti                                 | Florett Einzel A   | M. Nalewajek        | 2:5   | D. Pender     | 14:15         | ausgeschieden       | ausgeschieden | ausgeschieden | ausgeschieden | 5  |
| Matteo Betti                                 | Florett Einzel A   | R. Osvath           | 5:3   | D. Pender     | 14:15         | ausgeschieden       | ausgeschieden | ausgeschieden | ausgeschieden | 5  |
| Matteo Betti                                 | Florett Einzel A   | Cheong M. C.        | 5:2   | D. Pender     | 14:15         | ausgeschieden       | ausgeschieden | ausgeschieden | ausgeschieden | 5  |
| Emanuele Lambertini                          | Florett Einzel A   | Sun Gang            | 3:5   | Sun Gang      | 5:15          | ausgeschieden       | ausgeschieden | ausgeschieden | ausgeschieden | 5  |
| Emanuele Lambertini                          | Florett Einzel A   | D. Pender           | 2:5   | Sun Gang      | 5:15          | ausgeschieden       | ausgeschieden | ausgeschieden | ausgeschieden | 5  |
| Emanuele Lambertini                          | Florett Einzel A   | Chan W. K.          | 5:4   | Sun Gang      | 5:15          | ausgeschieden       | ausgeschieden | ausgeschieden | ausgeschieden | 5  |
| Emanuele Lambertini                          | Florett Einzel A   | M. Kavalenia        | 5:3   | Sun Gang      | 5:15          | ausgeschieden       | ausgeschieden | ausgeschieden | ausgeschieden | 5  |
| Emanuele Lambertini                          | Florett Einzel A   | D. Tokatlian        | 3:5   | Sun Gang      | 5:15          | ausgeschieden       | ausgeschieden | ausgeschieden | ausgeschieden | 5  |
| Alessio Sarri                                | Florett Einzel B   | M. Valet            | 5:1   | M. Cima       | 14:15         | ausgeschieden       | ausgeschieden | ausgeschieden | ausgeschieden | 5  |
| Alessio Sarri                                | Florett Einzel B   | D. Coutya           | 1:5   | M. Cima       | 14:15         | ausgeschieden       | ausgeschieden | ausgeschieden | ausgeschieden | 5  |
| Alessio Sarri                                | Florett Einzel B   | Feng Y.             | 2:5   | M. Cima       | 14:15         | ausgeschieden       | ausgeschieden | ausgeschieden | ausgeschieden | 5  |
| Alessio Sarri                                | Florett Einzel B   | A. Datsko           | 1:5   | M. Cima       | 14:15         | ausgeschieden       | ausgeschieden | ausgeschieden | ausgeschieden | 5  |
| Marco Cima                                   | Florett Einzel B   | Hu D.               | 5:4   | A. Sarri      | 15:14         | Feng Y.             | 14:15         | M. Valet      | 4:15          | 4  |
| Marco Cima                                   | Florett Einzel B   | J. Silva Guissone   | 5:0   | A. Sarri      | 15:14         | Feng Y.             | 14:15         | M. Valet      | 4:15          | 4  |
| Marco Cima                                   | Florett Einzel B   | J. Gaworski         | 3:5   | A. Sarri      | 15:14         | Feng Y.             | 14:15         | M. Valet      | 4:15          | 4  |
| Marco Cima                                   | Florett Einzel B   | V. Luis Chaves      | 5:0   | A. Sarri      | 15:14         | Feng Y.             | 14:15         | M. Valet      | 4:15          | 4  |
| Alberto Pellegrini                           | Säbel Einzel A     | R. Osvath           | 5:4   | Tian J.       | 5:15          | ausgeschieden       | ausgeschieden | ausgeschieden | ausgeschieden | 5  |
| Alberto Pellegrini                           | Säbel Einzel A     | Chen Y.             | 3:5   | Tian J.       | 5:15          | ausgeschieden       | ausgeschieden | ausgeschieden | ausgeschieden | 5  |
| Alberto Pellegrini                           | Säbel Einzel A     | R. Noble            | 3:5   | Tian J.       | 5:15          | ausgeschieden       | ausgeschieden | ausgeschieden | ausgeschieden | 5  |
| Alberto Pellegrini                           | Säbel Einzel A     | V. Ntounis          | 4:5   | Tian J.       | 5:15          | ausgeschieden       | ausgeschieden | ausgeschieden | ausgeschieden | 5  |
| Alberto Pellegrini                           | Säbel Einzel A     | V.Tsedryk           | 5:0   | Tian J.       | 5:15          | ausgeschieden       | ausgeschieden | ausgeschieden | ausgeschieden | 5  |
| Alessio Sarri                                | Säbel Einzel B     | J. Brinson          | 5:1   | G. Pluta      | 13:15         | ausgeschieden       | ausgeschieden | ausgeschieden | ausgeschieden | 5  |
| Alessio Sarri                                | Säbel Einzel B     | M.-A. Cratere       | 5:0   | G. Pluta      | 13:15         | ausgeschieden       | ausgeschieden | ausgeschieden | ausgeschieden | 5  |
| Alessio Sarri                                | Säbel Einzel B     | A. Datsko           | 1:5   | G. Pluta      | 13:15         | ausgeschieden       | ausgeschieden | ausgeschieden | ausgeschieden | 5  |
| Alessio Sarri                                | Säbel Einzel B     | G. Pluta            | 5:1   | G. Pluta      | 13:15         | ausgeschieden       | ausgeschieden | ausgeschieden | ausgeschieden | 5  |
| Matteo Betti Marco Cima Emanuele Lambertini  | Degen Mannschaft   | China               | 28:45 | —             | —             | —                   | —             | Brasilien     | 45:38         | 5  |
| Matteo Betti Marco Cima Emanuele Lambertini  | Degen Mannschaft   | Polen               | 27:45 | —             | —             | —                   | —             | Brasilien     | 45:38         | 5  |
| Matteo Betti Marco Cima Emanuele Lambertini  | Florett Mannschaft | Hongkong            | 44:45 | —             | —             | —                   | —             | Brasilien     | 45:14         | 5  |
| Matteo Betti Marco Cima Emanuele Lambertini  | Florett Mannschaft | Polen               | 42:45 | —             | —             | —                   | —             | Brasilien     | 45:14         | 5  |
| Frauen                                       |                    |                     |       |               |               |                     |               |               |               |    |
| Andreea Mogos                                | Florett Einzel A   | Rong J.             | 4:5   | Rong J.       | 7:15          | ausgeschieden       | ausgeschieden | ausgeschieden | ausgeschieden | 5  |
| Andreea Mogos                                | Florett Einzel A   | A. Halkina          | 4:5   | Rong J.       | 7:15          | ausgeschieden       | ausgeschieden | ausgeschieden | ausgeschieden | 5  |
| Andreea Mogos                                | Florett Einzel A   | E. Hajmasi          | 3:5   | Rong J.       | 7:15          | ausgeschieden       | ausgeschieden | ausgeschieden | ausgeschieden | 5  |
| Andreea Mogos                                | Florett Einzel A   | D. Bernard          | 5:3   | Rong J.       | 7:15          | ausgeschieden       | ausgeschieden | ausgeschieden | ausgeschieden | 5  |
| Andreea Mogos                                | Florett Einzel A   | Ng Justine Charissa | 5:3   | Rong J.       | 7:15          | ausgeschieden       | ausgeschieden | ausgeschieden | ausgeschieden | 5  |
| Loredana Trigilia                            | Florett Einzel A   | Z. Krajnyák         | 1:5   | ausgeschieden | ausgeschieden | ausgeschieden       | ausgeschieden | ausgeschieden | ausgeschieden | 10 |
| Loredana Trigilia                            | Florett Einzel A   | Yu Chui Yee         | 2:5   | ausgeschieden | ausgeschieden | ausgeschieden       | ausgeschieden | ausgeschieden | ausgeschieden | 10 |
| Loredana Trigilia                            | Florett Einzel A   | N. Morkvych         | 5:2   | ausgeschieden | ausgeschieden | ausgeschieden       | ausgeschieden | ausgeschieden | ausgeschieden | 10 |
| Loredana Trigilia                            | Florett Einzel A   | M. Santos           | 5:2   | ausgeschieden | ausgeschieden | ausgeschieden       | ausgeschieden | ausgeschieden | ausgeschieden | 10 |
| Loredana Trigilia                            | Florett Einzel A   | Zhang C.            | 1:5   | ausgeschieden | ausgeschieden | ausgeschieden       | ausgeschieden | ausgeschieden | ausgeschieden | 10 |
| Beatrice Vio                                 | Florett Einzel B   | S. Briese-Baetke    | 5:0   | M. Makowska   | 15:6          | Yao Fang            | 15:1          | Zhou J.       | 15:7          |    |
| Beatrice Vio                                 | Florett Einzel B   | A. Makrytskaya      | 5:0   | M. Makowska   | 15:6          | Yao Fang            | 15:1          | Zhou J.       | 15:7          |    |
| Beatrice Vio                                 | Florett Einzel B   | Chung Y. P.         | 5:0   | M. Makowska   | 15:6          | Yao Fang            | 15:1          | Zhou J.       | 15:7          |    |
| Beatrice Vio                                 | Florett Einzel B   | I. Khetsuriani      | 5:0   | M. Makowska   | 15:6          | Yao Fang            | 15:1          | Zhou J.       | 15:7          |    |
| Beatrice Vio                                 | Florett Einzel B   | Yao Fang            | 5:0   | M. Makowska   | 15:6          | Yao Fang            | 15:1          | Zhou J.       | 15:7          |    |
| Loredana Trigilia Beatrice Vio Andreea Mogos | Florett Mannschaft | Hongkong            | 43:45 | —             | —             | Volksrepublik China | 37:45         | Hongkong      | 45:44         |    |
| Loredana Trigilia Beatrice Vio Andreea Mogos | Florett Mannschaft | Brasilien           | 45:15 | —             | —             | Volksrepublik China | 37:45         | Hongkong      | 45:44         |    |

### Rollstuhltennis
| Athleten       | Wettbewerb | 1. Runde     | 1. Runde | 2. Runde      | 2. Runde      | Achtelfinale  | Achtelfinale  | Viertelfinale | Viertelfinale | Halbfinale    | Halbfinale    | Finale / Platz 3 | Finale / Platz 3 | Rang |
| Athleten       | Wettbewerb | Gegner       | Ergebnis | Gegner        | Ergebnis      | Gegner        | Ergebnis      | Gegner        | Ergebnis      | Gegner        | Ergebnis      | Gegner           | Ergebnis         | Rang |
| -------------- | ---------- | ------------ | -------- | ------------- | ------------- | ------------- | ------------- | ------------- | ------------- | ------------- | ------------- | ---------------- | ---------------- | ---- |
| Männer         |            |              |          |               |               |               |               |               |               |               |               |                  |                  |      |
| Fabian Mazzei  | Einzel     | M. McCarroll | 5:7, 3:6 | ausgeschieden | ausgeschieden | ausgeschieden | ausgeschieden | ausgeschieden | ausgeschieden | ausgeschieden | ausgeschieden | ausgeschieden    | ausgeschieden    | 33   |
| Frauen         |            |              |          |               |               |               |               |               |               |               |               |                  |                  |      |
| Marianna Lauro | Einzel     | —            | —        | S. Baron      | 1:6, 4:6      | ausgeschieden | ausgeschieden | ausgeschieden | ausgeschieden | ausgeschieden | ausgeschieden | ausgeschieden    | ausgeschieden    | 17   |

### Segeln
| Mixed                                              |                        |       |    |    |
| Antonio Squizzato                                  | Einer Kielboot 2.4mR   | 72,0  | 7  | 7  |
| Marta Zanetti Marco Carlo Gualandris               | Zweier Kielboot Skud18 | 56,0  | 6  | 6  |
| Fabrizio Solazzo Gian Bachisio Pira Gianluca Raggi | Dreier Kielboot Sonar  | 109,0 | 12 | 12 |

### Schießen
| Athleten        | Wettbewerb                  | Qualifikation   | Qualifikation | Finale          | Finale        | Rang |
| Athleten        | Wettbewerb                  | Ringe/ Scheiben | Rang          | Ringe/ Scheiben | Rang          | Rang |
| --------------- | --------------------------- | --------------- | ------------- | --------------- | ------------- | ---- |
| Frauen          |                             |                 |               |                 |               |      |
| Nadia Fario     | 10 m Luftpistole SH1        | 360             | 12            | ausgeschieden   | ausgeschieden | 12   |
| Mixed           |                             |                 |               |                 |               |      |
| Nadia Fario     | 50 m freie Pistole SH1      | 522             | 13            | ausgeschieden   | ausgeschieden | 13   |
| Massimo Croci   | 10 m Luftgewehr liegend SH1 | 631,7           | 12            | ausgeschieden   | ausgeschieden | 12   |
| Pamela Novaglio | 10 m Luftgewehr liegend SH2 | 627,5           | 27            | ausgeschieden   | ausgeschieden | 27   |
| Massimo Croci   | 50 m Gewehr liegend SH1     | 592,4           | 39            | ausgeschieden   | ausgeschieden | 39   |

### Schwimmen
| Athleten                                                 | Wettbewerb              | Vorlauf     | Vorlauf | Finale        | Finale        | Rang   |
| Athleten                                                 | Wettbewerb              | Zeit        | Rang    | Zeit          | Rang          | Rang   |
| -------------------------------------------------------- | ----------------------- | ----------- | ------- | ------------- | ------------- | ------ |
| Männer                                                   |                         |             |         |               |               |        |
| Francesco Bettella                                       | 50 m Rücken S1          | —           | —       | 1:12,49 min   | 2             | Silber |
| Francesco Bettella                                       | 100 m Rücken S1         | —           | —       | 2:27,06 min   | 2             | Silber |
| Vincenzo Boni                                            | 50 m Rücken S3          | 47,16 s     | 2       | 46,67 s       | 3             | Bronze |
| Vincenzo Boni                                            | 50 m Freistil S3        | 47,03 s     | 4       | 47,32 s       | 5             | 5      |
| Vincenzo Boni                                            | 100 m Freistil S4       | 1:39,66 min | 10      | ausgeschieden | ausgeschieden | 10     |
| Vincenzo Boni                                            | 200 m Freistil S3       | —           | —       | 3:30,02 min   | 4             | 4      |
| Efrem Morelli                                            | 50 m Rücken S4          | 49,75 s     | 8       | 52,54 s       | 8             | 8      |
| Efrem Morelli                                            | 50 m Brust SB3          | 49,88 s     | 4       | 49,92 s       | 3             | Bronze |
| Efrem Morelli                                            | 150 m Lagen SM4         | 2:41,32 min | 4       | 2:43,75 min   | 5             | 5      |
| Andrea Massussi                                          | 50 m Rücken S5          | 43,82 s     | 8       | 42,22 s       | 7             | 7      |
| Andrea Massussi                                          | 100 m Brust SB4         | —           | —       | 1:51,96 min   | 7             | 7      |
| Andrea Massussi                                          | 50 m Schmetterling S5   | 48,21 s     | 14      | ausgeschieden | ausgeschieden | 14     |
| Riccardo Menciotti                                       | 100 m Rücken S10        | 1:02,63 min | 8       | 1:02,70 min   | 8             | 8      |
| Riccardo Menciotti                                       | 100 m Schmetterling S10 | 59,33 s     | 7       | 59,65 s       | 7             | 7      |
| Riccardo Menciotti                                       | 50 m Freistil S10       | 25,77 s     | 12      | ausgeschieden | ausgeschieden | 12     |
| Riccardo Menciotti                                       | 100 m Freistil S10      | 56,77 s     | 14      | ausgeschieden | ausgeschieden | 14     |
| Riccardo Menciotti                                       | 400 m Freistil S10      | 4:30,27 min | 15      | ausgeschieden | ausgeschieden | 15     |
| Fabrizio Sottile                                         | 100 m Rücken S12        | 1:08,93 min | 10      | ausgeschieden | ausgeschieden | 10     |
| Fabrizio Sottile                                         | 100 m Brust SB12        | 1:13,60 min | 8       | 1:13,92 min   | 8             | 8      |
| Fabrizio Sottile                                         | 50 m Freistil S12       | 25,95 s     | 14      | ausgeschieden | ausgeschieden | 14     |
| Marco Maria Dolfin                                       | 100 m Brust SB5         | 1:40,00 min | 5       | 1:38,27 min   | 4             | 4      |
| Marco Maria Dolfin                                       | 50 m Freistil S6        | 36,05 s     | 21      | ausgeschieden | ausgeschieden | 21     |
| Marco Maria Dolfin                                       | 400 m Freistil S6       | 6:00,87 min | 9       | ausgeschieden | ausgeschieden | 9      |
| Marco Maria Dolfin                                       | 200 m Lagen SM6         | 3:23,30 min | 12      | ausgeschieden | ausgeschieden | 12     |
| Federico Morlacchi                                       | 100 m Brust SB8         | —           | —       | 1:12,68 min   | 2             | Silber |
| Federico Morlacchi                                       | 100 m Schmetterling S9  | 1:01,57 min | 2       | 59,52 s       | 2             | Silber |
| Federico Morlacchi                                       | 100 m Freistil S9       | 57,75 s     | 6       | 57,28 s       | 4             | 4      |
| Federico Morlacchi                                       | 400 m Freistil S9       | 4:22,20 min | 2       | 4:17,91 min   | 2             | Silber |
| Federico Morlacchi                                       | 200 m Lagen SM9         | 2:20,15 min | 3       | 2:16,72 min   | 1             | Gold   |
| Valerio Taras                                            | 50 m Schmetterling S7   | 34,17 s     | 11      | ausgeschieden | ausgeschieden | 11     |
| Valerio Taras                                            | 100 m Freistil S7       | 1:08,64 min | 10      | ausgeschieden | ausgeschieden | 10     |
| Valerio Taras                                            | 400 m Freistil S7       | 5:17,42 min | 9       | ausgeschieden | ausgeschieden | 9      |
| Valerio Taras                                            | 200 m Lagen SM7         | 2:48,98 min | 6       | 2:47,27 min   | 7             | 7      |
| Giovanni Sciaccaluga                                     | 50 m Freistil S5        | 36,35 s     | 7       | 36,85 s       | 8             | 8      |
| Giovanni Sciaccaluga                                     | 100 m Freistil S5       | 1:22,45 min | 9       | ausgeschieden | ausgeschieden | 9      |
| Giovanni Sciaccaluga                                     | 200 m Freistil S5       | 2:54,48 min | 7       | 2:51,63 min   | 7             | 7      |
| Francesco Bocciardo                                      | 50 m Freistil S6        | 33,16 s     | 13      | ausgeschieden | ausgeschieden | 13     |
| Francesco Bocciardo                                      | 100 m Freistil S6       | 1:09,63 min | 7       | 1:09,64 min   | 8             | 8      |
| Francesco Bocciardo                                      | 400 m Freistil S6       | 5:18,61 min | 2       | 5:02,15 min   | 1             | Gold   |
| Frauen                                                   |                         |             |         |               |               |        |
| Gloria Boccanera                                         | 50 m Rücken S2          | —           | —       | 1:22,80 min   | 4             | 4      |
| Gloria Boccanera                                         | 100 m Rücken S2         | —           | —       | 3:18,38 min   | 6             | 6      |
| Arjola Trimi                                             | 50 m Rücken S4          | 57,09 s     | 7       | 54,03 s       | 5             | 5      |
| Arjola Trimi                                             | 50 m Brust SB3          | 1:06,55 min | 5       | 1:07,69 min   | 6             | 6      |
| Arjola Trimi                                             | 50 m Freistil S4        | 42,60 s     | 4       | 40,51 s       | 2             | Silber |
| Arjola Trimi                                             | 150 m Lagen SM4         | 3:02,37 min | 5       | 2:57,91 min   | 5             | 5      |
| Giulia Ghiretti                                          | 50 m Rücken S5          | 54,68 s     | 10      | ausgeschieden | ausgeschieden | 10     |
| Giulia Ghiretti                                          | 100 m Brust SB4         | 1:55,58 min | 3       | 1:50,58 min   | 2             | Silber |
| Giulia Ghiretti                                          | 50 m Schmetterling S5   | 48,33 s     | 4       | 45,74 s       | 3             | Bronze |
| Giulia Ghiretti                                          | 200 m Lagen SM5         | 3:47,63 min | 6       | 3:48,68 min   | 6             | 6      |
| Emanuela Romano                                          | 100 m Rücken S6         | 1:32,42 min | 6       | 1:32,45 min   | 5             | 5      |
| Emanuela Romano                                          | 100 m Brust SB5         | 1:50,90 min | 6       | 1:52,33 min   | 7             | 7      |
| Emanuela Romano                                          | 50 m Freistil S6        | 37,04 s     | 8       | 36,62 s       | 8             | 8      |
| Emanuela Romano                                          | 100 m Freistil S6       | 1:20,15 min | 7       | 1:18,34 min   | 7             | 7      |
| Emanuela Romano                                          | 400 m Freistil S6       | 5:58,53 min | 8       | 5:51,05 min   | 7             | 7      |
| Arianna Talamona                                         | 100 m Rücken S7         | 1:33,46 min | 12      | ausgeschieden | ausgeschieden | 12     |
| Arianna Talamona                                         | 100 m Brust SB6         | 1:52,14 min | 10      | ausgeschieden | ausgeschieden | 10     |
| Arianna Talamona                                         | 400 m Freistil S7       | —           | —       | 5:48,37 min   | 7             | 7      |
| Arianna Talamona                                         | 200 m Lagen SM7         | 3:18,06 min | 6       | 3:16,97 min   | 6             | 6      |
| Francesca Secci                                          | 100 m Rücken S9         | DSQ         | DSQ     | ausgeschieden | ausgeschieden | DSQ    |
| Francesca Secci                                          | 100 m Schmetterling S9  | 1:14,64 min | 12      | ausgeschieden | ausgeschieden | 12     |
| Francesca Secci                                          | 50 m Freistil S9        | 31,94 s     | 18      | ausgeschieden | ausgeschieden | 18     |
| Francesca Secci                                          | 100 m Freistil S9       | 1:09,95 min | 19      | ausgeschieden | ausgeschieden | 19     |
| Francesca Secci                                          | 400 m Freistil S9       | 5:11,18 min | 12      | ausgeschieden | ausgeschieden | 12     |
| Francesca Secci                                          | 200 m Lagen SM9         | 2:50,91 min | 18      | ausgeschieden | ausgeschieden | 18     |
| Cecilia Camellini                                        | 100 m Rücken S11        | 1:22,01 min | 5       | 1:23,12 min   | 7             | 7      |
| Cecilia Camellini                                        | 50 m Freistil S11       | 31,52 s     | 5       | 31,71 s       | 5             | 5      |
| Cecilia Camellini                                        | 100 m Freistil S11      | 1:09,10 min | 2       | 1:10,39 min   | 5             | 5      |
| Cecilia Camellini                                        | 400 m Freistil S11      | 5:19,17 min | 1       | 5:16,36 min   | 2             | Silber |
| Martina Rabbolini                                        | 100 m Rücken S11        | 1:30,28 min | 12      | ausgeschieden | ausgeschieden | 12     |
| Martina Rabbolini                                        | 100 m Brust SB11        | —           | —       | 1:38,81 min   | 7             | 7      |
| Martina Rabbolini                                        | 50 m Freistil S11       | 34,88 s     | 12      | ausgeschieden | ausgeschieden | 12     |
| Martina Rabbolini                                        | 100 m Freistil S11      | 1:18,50 min | 13      | ausgeschieden | ausgeschieden | 13     |
| Martina Rabbolini                                        | 400 m Freistil S11      | 5:51,70 min | 11      | ausgeschieden | ausgeschieden | 11     |
| Martina Rabbolini                                        | 200 m Lagen SM11        | 3:15,67 min | 11      | ausgeschieden | ausgeschieden | 11     |
| Xenia Francesca Palazzo                                  | 100 m Rücken S14        | 1:18,26 min | 8       | 1:17,64 min   | 8             | 8      |
| Xenia Francesca Palazzo                                  | 100 m Brust SB14        | 1:29,72 min | 11      | ausgeschieden | ausgeschieden | 11     |
| Xenia Francesca Palazzo                                  | 200 m Freistil S14      | 2:21,25 min | 8       | 2:19,21 min   | 6             | 6      |
| Xenia Francesca Palazzo                                  | 200 m Lagen SM14        | 2:48,04 min | 10      | ausgeschieden | ausgeschieden | 10     |
| Alessia Berra                                            | 100 m Schmetterling S13 | 1:07,39 min | 5       | 1:08,24 min   | 6             | 6      |
| Alessia Berra                                            | 50 m Freistil S13       | 28,85 s     | 7       | 29,01 s       | 8             | 8      |
| Alessia Berra                                            | 100 m Freistil S13      | 1:02,29 min | 6       | 1:02,16 min   | 7             | 7      |
| Alessia Berra                                            | 400 m Freistil S13      | 4:46,39 min | 4       | 4:44,52 min   | 5             | 5      |
| Alessia Berra                                            | 200 m Lagen SM13        | 2:36,39 min | 6       | 2:37,91 min   | 7             | 7      |
| Mixed                                                    |                         |             |         |               |               |        |
| Emanuela Romano Arjola Trimi Valerio Taras Vincenzo Boni | 4 × 50 m Freistil 20 pt | 2:38,01 min | 3       | 2:33,16 min   | 4             | 4      |

### Triathlon
| Athleten         | Klasse | Zeit      | Rang   |
| ---------------- | ------ | --------- | ------ |
| Männer           |        |           |        |
| Giovanni Achenza | PT1    | 1:01:45 h | Bronze |
| Michele Ferrarin | PT2    | 1:12:30 h | Silber |
| Giovanni Sasso   | PT2    | 1:19:17 h | 9      |

### Tischtennis
| Athleten                                 | Wettbewerb       | Gruppenphase         | Gruppenphase | Achtelfinale           | Achtelfinale  | Viertelfinale | Viertelfinale | Halbfinale          | Halbfinale    | Finale            | Finale        | Rang |
| Athleten                                 | Wettbewerb       | Gegner               | Erg.         | Gegner                 | Erg.          | Gegner        | Erg.          | Gegner              | Erg.          | Gegner            | Erg.          | Rang |
| ---------------------------------------- | ---------------- | -------------------- | ------------ | ---------------------- | ------------- | ------------- | ------------- | ------------------- | ------------- | ----------------- | ------------- | ---- |
| Männer                                   |                  |                      |              |                        |               |               |               |                     |               |                   |               |      |
| Andrea Borgato                           | Einzel C1        | R. Davies            | 2:3          | —                      | —             | Joo Y.-d.     | 0:3           | ausgeschieden       | ausgeschieden | ausgeschieden     | ausgeschieden | 5    |
| Andrea Borgato                           | Einzel C1        | S. Keller            | 3:1          | —                      | —             | Joo Y.-d.     | 0:3           | ausgeschieden       | ausgeschieden | ausgeschieden     | ausgeschieden | 5    |
| Giuseppe Vella                           | Einzel C2        | O. Yezyk             | 0:3          | ausgeschieden          | ausgeschieden | ausgeschieden | ausgeschieden | ausgeschieden       | ausgeschieden | ausgeschieden     | ausgeschieden | 11   |
| Giuseppe Vella                           | Einzel C2        | J. Suchanek          | 1:3          | ausgeschieden          | ausgeschieden | ausgeschieden | ausgeschieden | ausgeschieden       | ausgeschieden | ausgeschieden     | ausgeschieden | 11   |
| Raimondo Alecci                          | Einzel C6        | P. Rosenmeier        | 0:3          | ausgeschieden          | ausgeschieden | ausgeschieden | ausgeschieden | ausgeschieden       | ausgeschieden | ausgeschieden     | ausgeschieden | 11   |
| Raimondo Alecci                          | Einzel C6        | A. Seoane Alcaraz    | 2:3          | ausgeschieden          | ausgeschieden | ausgeschieden | ausgeschieden | ausgeschieden       | ausgeschieden | ausgeschieden     | ausgeschieden | 11   |
| Mohamed Amine Kalem                      | Einzel C9        | Zhao Y.              | 3:2          | Y. Shchepanskyy        | 3:0           | Ma Lin        | 3:2           | G. Last             | 1:3           | J. Perez Gonzalez | 3:0           |      |
| Mohamed Amine Kalem                      | Einzel C9        | D. Moreira           | 2:3          | Y. Shchepanskyy        | 3:0           | Ma Lin        | 3:2           | G. Last             | 1:3           | J. Perez Gonzalez | 3:0           |      |
| Andrea Borgato Giuseppe Vella            | Mannschaft C1-2  | —                    | —            | —                      | —             | Südkorea      | 0:2           | ausgeschieden       | ausgeschieden | ausgeschieden     | ausgeschieden | 5    |
| Raimondo Alecci Mohamed Amine Kalem      | Mannschaft C9-10 | —                    | —            | Vereinigtes Königreich | 0:2           | ausgeschieden | ausgeschieden | ausgeschieden       | ausgeschieden | ausgeschieden     | ausgeschieden | 9    |
| Frauen                                   |                  |                      |              |                        |               |               |               |                     |               |                   |               |      |
| Clara Podda                              | Einzel C1-2      | Seo Su-yeon          | 0:3          | —                      | —             | Liu Jing      | 0:3           | ausgeschieden       | ausgeschieden | ausgeschieden     | ausgeschieden | 5    |
| Clara Podda                              | Einzel C1-2      | C. da Silva Oliveira | 3:2          | —                      | —             | Liu Jing      | 0:3           | ausgeschieden       | ausgeschieden | ausgeschieden     | ausgeschieden | 5    |
| Giada Rossi                              | Einzel C1-2      | C. Brill             | 3:0          | —                      | —             | D. Buclaw     | 3:2           | Seo Su-yeon         | 0:3           | C. Bootwansirina  | 3:0           |      |
| Giada Rossi                              | Einzel C1-2      | C. Bootwansirina     | 3:1          | —                      | —             | D. Buclaw     | 3:2           | Seo Su-yeon         | 0:3           | C. Bootwansirina  | 3:0           |      |
| Michela Brunelli                         | Einzel C3        | A. Muzinic           | 3:2          | —                      | —             | Yoon J.       | 0:3           | ausgeschieden       | ausgeschieden | ausgeschieden     | ausgeschieden | 5    |
| Michela Brunelli                         | Einzel C3        | Kim Ok               | 3:1          | —                      | —             | Yoon J.       | 0:3           | ausgeschieden       | ausgeschieden | ausgeschieden     | ausgeschieden | 5    |
| Michela Brunelli Clara Podda Giada Rossi | Mannschaft C1-3  | —                    | —            | —                      | —             | Kroatien      | 2:1           | Volksrepublik China | 0:2           | Südkorea          | 1:2           | 4    |